# Wincenty Baranowski
Wincenty Baranowski (ur. 22 stycznia 1877 w Wydrzynie, zm. 5 lutego 1957 w Warszawie) – polski rymarz i polityk ruchu ludowego. W latach 1947–1952 minister, poseł na Sejm Ustawodawczy (1919–1922), na Sejm II RP I i II kadencji, do Krajowej Rady Narodowej, na Sejm Ustawodawczy (1947–1952) oraz na Sejm PRL I kadencji.

## Życiorys
Był synem Piotra i Józefy Wojewódki, miał dwoje rodzeństwa. Poślubił Ludwikę Wojtasik, z którą miał córkę Janinę i syna Tadeusza. Ukończył szkołę elementarną w Wydrzynie, a do 1892 uczył się w gimnazjum im. Joachima Lelewela w Warszawie. Następnie rozpoczął naukę w szkole handlowej w Warszawie, którą jednak przerwał.
Sympatyzował z ruchem robotniczym i w 1894 został aresztowany za udział w konspiracyjnym zebraniu w Warszawie, następnie został deportowany do Wizny, gdzie przez 3 lata pracował przy budowie fortyfikacji. Po powrocie do Wydrzyna przejął gospodarstwo rolne po ojcu i równocześnie pracował jako siodlarz. W tym czasie utrzymywał kontakty z działaczami Polskiej Partii Socjalistycznej i Socjaldemokracji Królestwa Polskiego i Litwy. W 1901 aresztowany z powodu udziału w demonstracji 1 maja i więziony w Łomży. W 1906 powrócił do rodzinnej wsi, podejmując pracę na odziedziczonym po ojcu gospodarstwie. Udzielał się też społecznie: był członkiem rady gminnej i powiatowej, prezesem Kasy Pożyczkowo-Oszczędnościowej oraz sekretarzem kółka rolniczego i Czytelni Młodzieży w Wydrzynie. W 1916 założył w Wydrzynie koło Polskiego Stronnictwa Ludowego w Królestwie Polskim. Uczestnik zjazdu partii w Warszawie w 1918 (kiedy przyjęła ona nazwę PSL „Wyzwolenie”), w okresie 1920–1923 oraz 1925–1931 członek Zarządu Głównego PSL „Wyzwolenie”. W latach 1919–1930 poseł na Sejm Ustawodawczy oraz na Sejm I i II kadencji z listy tego stronnictwa, w 1930 kandydował z ramienia Centrolewu. W 1931 wstąpił do Stronnictwa Ludowego, członek Rady Naczelnej w latach 1931–1935 oraz w latach 1931–1933 prezes Zarządu Powiatowego SL w Wieluniu. W 1933 i 1937 współorganizował strajki chłopskie, w 1933 w związku z tym aresztowany i więziony w Wieluniu przez 6 tygodni. W 1938 został wybrany na wójta Wydrzyna.
W okresie okupacji niemieckiej, wysiedlony z gospodarstwa, pracował jako robotnik u osadników niemieckich, należał do konspiracyjnego SL „Roch”. Po wyzwoleniu w 1945 mianowany wicestarostą wieluńskim. Pełnił mandat poselski do Krajowej Rady Narodowej, na Sejm Ustawodawczy oraz na Sejm PRL I kadencji. W latach 1947–1952 minister w pierwszym rządzie Józefa Cyrankiewicza. W listopadzie 1949 został członkiem Ogólnokrajowego Komitetu Obchodu 70-lecia urodzin Józefa Stalina.
Od września 1945 do listopada 1949 był prezesem Naczelnego Komitetu Wykonawczego Stronnictwa Ludowego, satelickiego wobec Polskiej Partii Robotniczej. Od 1949 w Zjednoczonym Stronnictwie Ludowym, gdzie do 1954 był wiceprzewodniczącym Naczelnego Komitetu Wykonawczego, następnie prezesem Rady Naczelnej, a od 1956 do 1957 przewodniczącym Głównej Komisji Rewizyjnej.
Autor artykułów w prasie ludowej i członek grupy Zaranie.
W 1949 odznaczony Krzyżem Komandorskim z Gwiazdą Orderu Odrodzenia Polski, w 1954 Krzyżem Wielkim OOP, a w 1956 Orderem Sztandaru Pracy I klasy.

## Śmierć

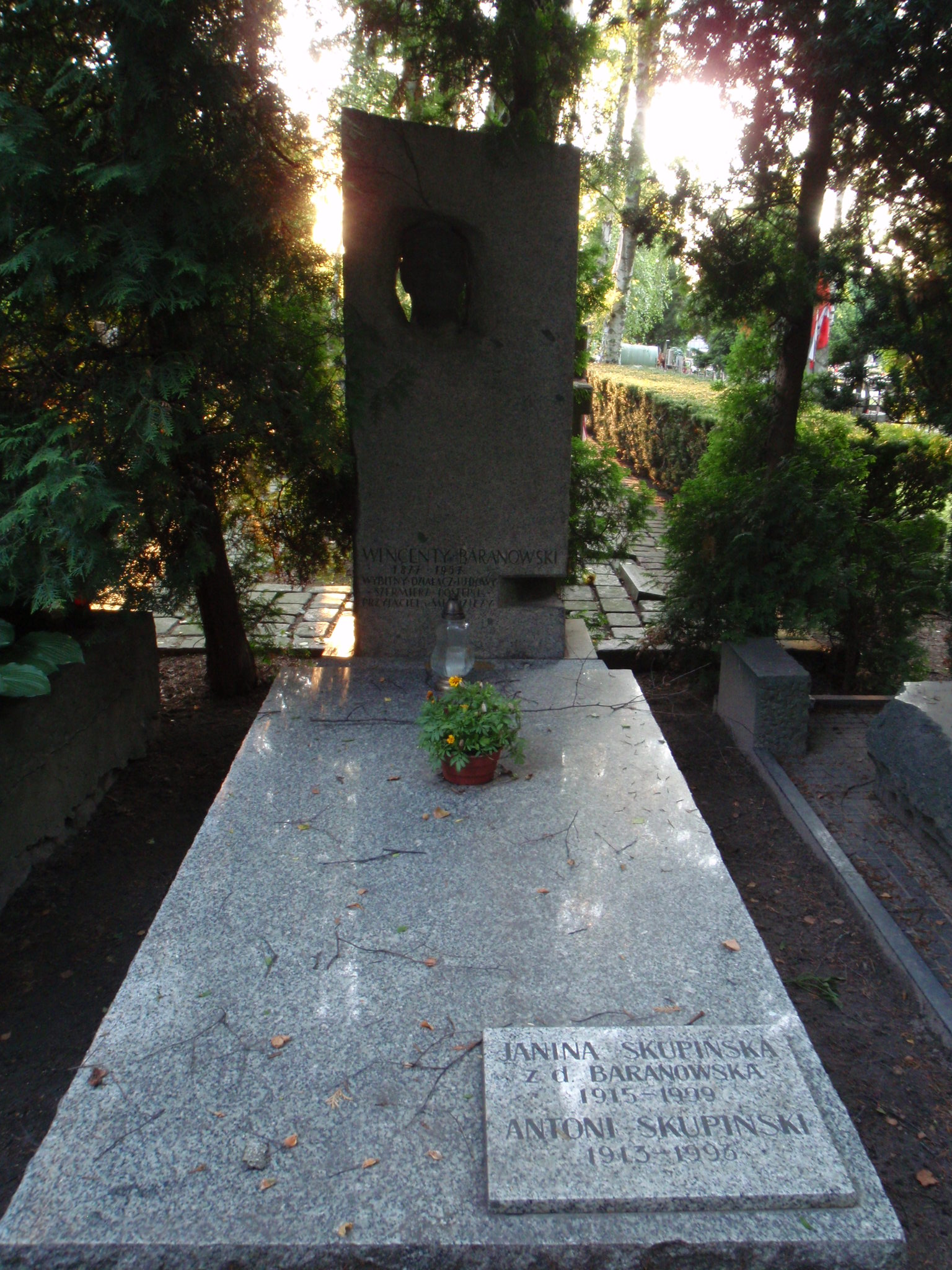
Grób Wincentego Baranowskiego na Cmentarzu Wojskowym na Powązkach w Warszawie

Zmarł 5 lutego 1957 przed objęciem mandatu posła II kadencji Sejmu. Został pochowany w Alei Zasłużonych na Cmentarzu Wojskowym w Warszawie (kw. A 28 rz. Tuje m. 6).